# 기타코기촌
기타코기촌(일본어: 北近義村)은 일본 오사카부 히네군·센난군에 설치되었던 촌이다. 현재의 가이즈카시 북서부에 해당한다.

## 역사
- 1889년 4월 1일 - 정촌제 시행에 의해 히네군 기타코기촌이 성립하였다.
- 1896년 4월 1일 - 군 통합에 의해 센난군이 되었다.
- 1931년 4월 1일 - 센난군 가이즈카정, 시마촌, 누마노촌, 미나미코키촌과 합병해, 가이즈카정이 성립하여, 동일 기타코기촌은 폐지되었다.

## 교통

### 철도
- 난카이 철도 (현 난카이 전기철도)
  - 난카이 본선
- 미즈마 철도
  - 미즈마선

### 도로
- 기슈 가도
- 구마노 가도
- 미즈노 가도